# Strawberries Oceans Ships Forest
Strawberries Oceans Ships Forest (englisch für „Erdbeeren Meere Schiffe Wald“) ist das erste Album des Duos The Fireman, das aus Paul McCartney und Youth (Martin Glover) besteht. Gleichzeitig ist es einschließlich der Wings-Alben, der klassischen Alben, der Livealben und der Kompilationsalben das 26. Album von Paul McCartney nach der Auflösung der Band The Beatles. Es wurde am 15. November 1993 in Großbritannien und am 22. Februar 1994 in den USA veröffentlicht.

## Entstehung
Nach der Fertigstellung seines Soloalbums Off the Ground hatte McCartney die Idee, mehrere Abmischungen basierend auf den Liedern des Albums herstellen zu lassen. Es sollten im Wesentlichen sogenannte „Dance-Remixe“ werden, die Martin Glover alias Youth abmischen sollte. McCartney sagte zur Aufgabenstellung: „Der Auftrag von mir war, dass er nur Sachen von unseren Aufnahmen verwenden sollte, weil Dance-Mixe oft ein Kick-Drum-Sample oder einen James-Brown-Snare-Sound enthalten und die Platte am Ende ein bisschen wie die von jemand anderem klingt.“ Youth sagte zu seiner Idee: „Ich dachte, es wäre besser, etwas mit Konzept zu machen – das heißt, anstatt einen Track zu remixen, dachte ich, wir sollten das Album in Samples zerlegen und dann daraus einen neuen Mix konstruieren. Und Paul gefiel die Idee. Er war begeistert, also habe ich mich dafür entschieden.“
Am 7. Oktober 1992 begannen die Arbeiten in den Hogg Hill Mill Studios von Paul McCartney in Sussex, in dem Youth mit dem Toningenieur Chris Potter und dem Programmierer Matt Austin aus den Liedern vom Album Off the Ground-Samples fertigte und neue Abmischungen herstellte, danach wurden gesprochene Worte von den Liedern The Broadcast und Reception, die beide von dem Wings-Album Back to the Egg stammen, sowie „Mellotron-Loops“ verwendet. Paul McCartney spielte auf Wunsch von Youth noch akustischen Bass, Flöte und Banjo ein, was ebenfalls für die Abmischungen verwendet wurde. Die ursprüngliche Absicht war es, einen der Off The Ground-Remixe als 12"-Vinyl-Single zu veröffentlichen, aber McCartney entschied sich stattdessen dafür, alle neun als Album zu veröffentlichen. Nach vier Tagen wurde das Album am 11. Oktober 1992 fertiggestellt und am 15. November 1993 unter dem Pseudonym The Fireman veröffentlicht.
Die Idee hinter der Namensgebung ist, dass der Vater von Paul McCartney während des Zweiten Weltkriegs unterstützender Feuerwehrmann war. Bedingt durch die Benutzung eines Pseudonyms war es nur wenigen potentiellen Käufern bekannt, dass die beiden Mitglieder von The Fireman Paul McCartney und Youth waren, sodass die Verkäufe des Albums gering ausfielen. Erst mit der Veröffentlichung des dritten Albums Electric Arguments von The Fireman im Jahr 2008 wurde offiziell bekanntgegeben, wer sich hinter dem Pseudonym verbirgt.
Youth war mit der Idee ein Album zu veröffentlichen, das im Wesentlichen mehrere Variationen des gleichen Liedes beinhaltet, nicht zufrieden, da es seiner Meinung nach beim Zuhören enttäuschend sein könnte. Er sagte dazu: „Ich hatte vor, sie zu einem einzigen Mix zusammenzufassen, aber er (McCartney) sagte, er wolle sie als Album haben. Ich hatte leichte Bedenken, denn wenn ich gewusst hätte, dass es ein Album werden würde, hätte ich sie etwas anders gemacht. Als ein Haufen 12-Zoll-Mixe sind sie ausgezeichnet, sehr spontan und obwohl ich mich nicht im Dogma der Konzeptmusik verzetteln möchte, haben sie eine charmante Naivität. Aber, um ehrlich zu sein, als Album könnte es ein wenig zu kurz kommen.“
Das Album wurde auch als Vinyl-Doppel-Album im klaren Vinyl veröffentlicht.

## Covergestaltung
Das Albumcover ist ausschließlich in rot gehalten. Auf dem Vorderseitencover steht in der rechten oberen Ecke strawber, während auf dem hinteren Cover in der linken oberen Ecke der Titel weitergeführt wird: ries oceans ships forest.

## Titelliste
Alle Lieder wurden von Paul McCartney und Youth geschrieben.
1. Transpiritual Stomp – 9:01
2. Trans Lunar Rising – 9:09
3. Transcrystaline – 8:39
4. Pure Trance – 8:40
5. Arizona Light – 8:39
6. Celtic Stomp – 8:34
7. Strawberries Oceans Ships Forest – 8:07
8. 4 4 4 – 7:35
9. Sunrise Mix – 8:16

## Informationen zu einzelnen Liedern
Für das Lied Trans Lunar Rising wurde ein Sample von dem Lied Nothing to Fear von Chris Rea mit der Textzeile “I hear your voice in dusty whisper” verwendet.

## Single-Auskopplungen
Im November 1993 erschien in Großbritannien die limitierte 12″-Vinyl-Single Transpiritual Stomp / Arizona Light Mix.

## Chartplatzierungen
Weder das Album noch die Singleauskopplungen konnten sich in der Hitparade platzieren.

## Wiederveröffentlichungen
- Das Album wurde bisher nicht neu remastert.
- Im Juni 2011 wurde das Album im Download-Format veröffentlicht.